# Orlando Correia
Orlando José Correia (Niterói, 5 de dezembro de 1928 — Rio de Janeiro, 2002) foi um mecânico e cantor de música popular brasileira.

## Carreira musical
Em 1947, Orlando Correia foi descoberto por Cyro Monteiro em um festival de Niterói. Cyro o levou para a Rádio Mayrink Veiga, onde passou a cantar no Programa de Ademar Casé. Em 1950, Orlando fazia parte da equipe de artistas da Rádio Guanabara. Em seguida, passou à Rádio Clube do Brasil.
"Meu sonho é você" foi sua primeira interpretação de sucesso, um samba-canção composto por Átila Nunes e Altamiro Carrilho e gravado pela Todamérica. Em agosto de 1951, Orlando Correia apareceu no quadro de honra na coluna Chacrinha Musical, de Abelardo Barbosa. A música figurou na parada de sucessos da Revista do Rádio, estreando em 4º lugar em setembro e alcançando o 1º lugar em novembro. Em dezembro, o Correio da Manhã elegeu "Meu Sonho é Você" como um dos 15 melhores discos de 1951, indicando Orlando Correia como maior revelação masculina do ano.
Em 1953, "Sistema nervoso", samba de Arlindo Marques Júnior, Wilson Batista e Roberto Roberti, ficou em 3º lugar por três meses seguidos na parada de sucessos, entre outubro e dezembro. No final desse ano, na Revista do Rádio, o cronista fonográfico Paulo Medeiros indicou "Sistema nervoso" como a melhor gravação brasileira de 1953.

## Vida pessoal
Orlando Correia começou a trabalhar como aprendiz aos 13 anos, após a morte do pai, de modo a ajudar no sustento da mãe e dos quatro irmãos mais novos. Orlando fez o curso noturno na escola e se diplomou como mecânico pela General Motors. Orlando Correia casou-se em fevereiro de 1955. Em 1958, participou da campanha bem-sucedida a deputado federal de José Gomes Talarico (PTB).

Depois dos anos de sucesso na rádio, Orlando Correia foi dono de hotel e de oficina mecânica. A partir da década de 1980, morou em Maricá até falecer, em 2002.